# Musikåret 2001

## Trender
Skivförsäljningen minskar världen över, framför allt bland artister med yngre huvudmålgrupp, då MP3-tekniken möjliggör digitala nedladdningar via Internet. iPod lanseras och gör det möjligt att ha 1000 låtar i fickan. I stället satsar CD-handlarna på något äldre människor, och samlingsalbum präglar skivutgivningen. Under året kommer samlingsalbum från bland andra Tomas Ledin, Tommy Nilsson, Mikael Wiehe, Olle Ljungström, Pink Floyd, Toto, The Cure och Ted Gärdestad.

## Händelser
- 9 januari – Apple lanserar mediaspelaren iTunes, som nu gör det möjligt att köpa MP3 lagligt.[3]
- 16 januari – Den antinazistiska musikgalan "Artister mot nazister" arrangeras i Globen, Stockholm.[4]

- 8-11 februari – Göteborg är så kallad "Popstad" i dagarna tre.[5]
- 23 februari – Låten Lyssna till ditt hjärta framförd av Friends  vinner Melodifestivalen. [6]
- 24 februari – Årets Grammisgala i Sverige äger rum och sänds i TV 4 [7].

- 12 maj – Låten Everybody framförd av Dave Benton och Tanel Padars vinner Eurovision Song Contest i Köpenhamn för Estland.[8]

- 10 juli – Ricky Martin medverkar i Allsång på Skansen, som denna kväll följs av 10 000 åskådare och 1,7 miljoner TV-tittare.[9]
- 3 augusti – Whitney Houston skriver på ett avtal med Arista Records. Kontraktet skrivs på 6 album för 100 miljoner dollar. Det är då det största avtalet någonsin inom musikindustrin.[10]
- 10 november – Apples iPod lanseras och revolutionerar musikbranschen genom att man som Steve Jobs sa, kan ha "1000 låtar i fickan".[2]

## Priser och utmärkelser
- Albin Hagströms Minnespris – Jojje Wadenius
- Atterbergpriset – Karin Rehnqvist[11]
- Carin Malmlöf-Forsslings Pris – Anders Flodin
- Stora Christ Johnson-priset – Arne Mellnäs för Labyrinthos för altsaxofon och orkester
- Mindre Christ Johnson-priset – Ingvar Karkoff för Symfoni nr 1
- Cornelis Vreeswijk-stipendiet – Louise Hoffsten
- Crusellstipendiet – Joakim Unander
- Fred Åkerström-stipendiet – Anders Burman[12]
- Gevalias musikpris – Terés Löf
- Hambestipendiet – Martin Bagge
- Hugo Alfvénpriset – Sven-David Sandström
- Jan Johansson-stipendiet – Thomas Jutterström[13]
- Jazz i Sverige – Lindha Svantesson
- Jazzkatten
- Johnny Bode-stipendiet – Tobias Neumann
- Jussi Björlingstipendiet – Ingrid Tobiasson
- Kungliga Musikaliska Akademiens Jazzpris – Bengt Hallberg
- Lars Gullin-priset – Seppo Paakunainen[14]
- Litteris et Artibus – Dan Laurin[15]
- Medaljen för tonkonstens främjande – Margareta Dellefors Bladini, Gunnar Bucht och Bengt-Arne Wallin
- Musikexportpriset – Roxette
- Nordiska rådets musikpris – Palle Mikkelborg, Danmark
- Norrbymedaljen – Fred Sjöberg
- Polarpriset – Burt Bacharach, Robert Moog och Karlheinz Stockhausen[16]
- Rosenbergpriset – Rolf Enström
- Schockpriset – Kaija Saariaho, Finland
- Spelmannen – Mats Gustafsson[17]
- Svenska Dagbladets operapris – Peter Mattei
- Ted Gärdestadstipendiet – Dan Viktor[18]
- Tigertassen – Lill-Babs[19]
- Ulla Billquist-stipendiet – Carola Häggkvist[19]
- Årets körledare – Solvieg Ågren
- Årets barn- och ungdomskörledare – Bo Johansson

## Årets album
Vänligen sortera soloartister på efternamn, musikgrupper på förstabokstaven (utan engelskans "The" och "A")

### A – G
- 047 – Wheel du fira hjul med mej?
- A Camp – A Camp[20]
- Aaliyah – Aaliyah[21]
- Ryan Adams – Gold[22]
- Aerosmith – Just Push Play[23]
- Alien Ant Farm – ANThology
- Tori Amos – Strange Little Girls[24]
- Animal Collective – Danse Manatee
- Anthrax – Universal Masters Collection
- Antique – Die For You[25]
- Arch Enemy – Wages of Sin
- The Ataris – End is Forever
- Alice Babs – Don't Be Blue
- Bad Cash Quartet – Outcast[26]
- The Beta Band – Hot Shots II[27]
- The Bee Gees – This is Where I Came In[28]
- Better Than Ezra – Closer
- Black Rebel Motorcycle Club – B.R.M.C
- Bonnie 'Prince' Billy – Ease Down the Road[29]
- Björk – Vespertine[30]
- The Black Crowes – Lions[31]
- Blink-182 – Take Off Your Pants and Jacket[32]
- Bob hund – Stenåldern kan börja[33]
- Bo Kaspers orkester – Kaos[34]
- Andrea Bocelli – Cieli di Toscana
- Ulrika Bodén – Vålje å vrake
- Borknagar – Empiricism
- The Bouncing Souls – How I Spent My Summer Vacation
- The Brian Jonestown Massacre – Bravery, Repetition and Noise
- Broken Social Scene – Feel Good Lost[35]
- Cake – Comfort Eagle
- Camera Obscura – Biggest Bluest Hi-Fi
- Ceremonial Embrace – Oblivion
- Chocolate Barry – Cucumber Trees and Ice Cold Lemonade[36]
- Leonard Cohen – Ten New Songs[37]
- Clawfinger – A Whole Lot of Nothing[38]
- Cradle of Filth – Bitter Suites to Succubi
- Creed – Weathered
- The Crystal Method – Tweekend
- Daft Punk – Discovery[39]
- Dave Matthews Band – Everyday[40]
- Deicide – In Torment in Hell
- Depeche Mode – Exciter[41]
- Destiny's Child – Survivor[42]
- Dropkick Murphys – Sing Loud, Sing Proud
- Drowning Pool – Sinner
- Bob Dylan – Love and Theft[43]
- Eels – Souljacker[44]
- E-Type – Euro IV Ever[45]
- Lisa Ekdahl – Lisa Ekdahl Sings Salvadore Poe[46]
- Fattaru – Fatta eld[47]
- Fantômas – The Director's Cut
- First Floor Power – There Is Hope[48]
- Ben Folds – Rockin' the Suburbs
- Front Line Assembly – Epitaph
- Fugazi – The Argument
- Aurela Gaçe – Tundu bejke
- Aurela Gaçe – Superxhiro
- Gamma Ray – No World Order[49]
- Gorillaz – Gorillaz[50]
- Gotan Project – La Revancha Del Tango[51]

### H – R
- Hell On Wheels – There Is a Generation of Handicapped People to Carry on[52]
- HIM – Deep Shadows and Brilliant Highlights
- The (International) Noise Conspiracy – A New Morning, Changing Weather[53]
- Iced Earth – Horror Show
- Natalie Imbruglia – White Lilies Island[54]
- Incubus – Morning View
- Isolation Years – Inland Traveller[55]
- Janet Jackson – All for You[56]
- Michael Jackson – Invincible
- Mick Jagger – Godess In The Doorway[57]
- Claes Janson – Ångbåtsblues[58]
- Jay-Z – The Blueprint[59]
- Alicia Keys – Songs in A Minor
- Kid Rock – Cocky
- Kings of Convenience – Quiet is the New Land
- The Knife – The Knife[60]
- Koop – Waltz for Koop[61]
- Diana Krall – The Look of Love
- Ladytron – 604
- Le Tigre – Feminist Sweepstakes
- Lenny Kravitz – Lenny[62]
- Lilleman – Tonårstankar[63]
- Lit – Atomic
- Live – V
- Jennifer Lopez – J.Lo[64]
- M83 – M83
- Manic Street Preachers – Know Your Enemy[65]
- Gunnel Mauritzson – Åter[66]
- Megadeth – The World Needs a Hero[67]
- Kylie Minogue – Fever[68]
- Lisa Miskovsky – Lisa Miskovsky
- Modern Talking – America
- Muse – Origin of Symmetry
- N.E.R.D – In Search of...
- New Order – Get Ready[69]
- Nick Cave & The Bad Seeds – No More Shall We Part[70]
- Nickelback – Silver Side Up
- Lisa Nilsson – Små rum[71]
- Stina Nordenstam – This Is Stina Nordenstam[72]
- Ossler – Desorienterad[73]
- Ozzy Osbourne – Down to Earth[74]
- Anne Sofie von Otter & Elvis Costello – For the Stars
- Dolly Parton – Little Sparrow[75]
- Tom Paxton & Anne Hills – Under American Skies
- Peaches – Rosa helikopter
- Pennywise – Land of the Free?
- Katy Perry – Katy Hudson
- Pet Shop Boys – Closer to Heaven
- Pink – M!zzundaztood
- The Plan – The Plan[76]
- Promoe – Government Music[77]
- Puddle of Mudd – Come Clean
- Puss – We are Puss
- R.E.M. – Reveal[78]
- Radiohead – Amnesiac[79]
- Rammstein – Mutter[80]
- The Rasmus – Into[81]
- Roxette – Room Service
- Lisa Rydberg – Swedish Wedding Tunes
- Röyksopp – Melody A.M.[82]

### S – Ö
- Sahara Hotnights – Jennie Bomb[83]
- Shakira – Laundry Service[84]
- The Shins – Oh, Inverted World
- Silver Jews – Bright Flight[85]
- Silverbullit – Citizen Bird[86]
- Slagsmålsklubben – Fest i valen
- Slayer – God Hates Us All[87]
- Slipknot – Iowa[88]
- The Soundtrack of Our Lives – Behind The Music[89]
- Britney Spears – Britney
- Spiritualized – Let It Come Down[90]
- Staind – Break the Cycle
- Stakka Bo – Jr.[91]
- Stone Temple Pilots – Shangri-La Dee Da
- The Strokes – Is This It[92]
- Sum 41 – All Killer No Filler
- Super Furry Animals – Rings Around The World[93]
- System of a Down – Toxicity
- t.A.T.u – 200 Po Vstrechnoy
- Tenacious D – Tenacious D
- 311 – From Chaos
- Titiyo – Come Along[94]
- Tomahawk – Tomahawk
- Tool – Lateralus
- Travis – The Invisible Band[95]
- Trick Daddy – Thugs are Us
- Rebecka Törnqvist – Vad jag vill[96]
- Hikaru Utadas – Distance[97]
- Weezer – Weezer (The Green Album)[98]
- Gillian Welch – Time (The Revelator)[99]
- The White Stripes – White Blood Cells[100]
- Widespread Panic – Don't Tell the Band
- Lars Winnerbäck – Singel[101]
- Melinda Wrede – Femme fatale[102]
- Remy Zero – The Golden Hum
- Rob Zombie – The Sinister Urge[103]

## Årets singlar och hitlåtar
Vänligen sortera soloartister på efternamn, musikgrupper på förstabokstaven (utan engelskans "The" och "A")
- A Camp – I Can Buy You
- Aaliyah – Try Again
- Christina Aguilera, Lil' Kim, Mýa och Pink – Lady Marmalade
- Alien Ant Farm – Smooth Criminal
- Antique – (I Would) Die for You
- Atomic Kitten – Eternal Flame
- Atomic Kitten – Whole Again
- Bad Cash Quartet – Big Day Coming
- Bad Cash Quartet – Too Bored To Die
- Björk – Hidden Place
- Björk – Cocoon
- Bob Hund – Skall du hänga med? nä!!
- Brandy & Ray J – Another Day In Paradise
- Emma Bunton – What Took You So Long?
- Chocolate Barry – I Cry Because of You Argentina
- Daddy DJ – Daddy DJ
- Daft Punk – Digital Love
- Daft Punk – Harder, Better, Faster, Stronger
- Daft Punk – One More Time
- Daft Punk – Something About Us
- Daft Punk – Veridis Quo
- Depeche Mode – Dream On
- Destiny's Child – Bootylicious
- Dido – Here With Me
- E-type – Life
- Goldfrapp – Human
- Goldfrapp – Pilots
- Gorillaz – 19-2000
- Gorillaz – Clint Eastwood
- Hell on Wheels – The Soda
- Håkan Hellström – En vän med en bil
- The (International) Noise Conspiracy – Capitalism Stole My Virginity
- Janet Jackson – All for You
- Janet Jackson – Someone to Call My Lover
- Michael Jackson – You Rock My World
- Mick Jagger – God Gave Me Everything I Want
- Jay-Z – Heart of the City (Ain't No Love)
- Jay-Z – Izzo (H.O.V.A)
- Jay-Z & Eminem – Renegade
- Alicia Keys – Fallin'
- The Knife – Kino
- Koop – Summer Sun
- Daniel Lemma – If I Used to Love You
- Lilleman – Tonårstankar
- Jennifer Lopez – Love Don't Cost a Thing
- Kylie Minogue – Can't Get You Out of My Head
- Lisa Miskovsky – Driving One of Your Cars
- N.E.R.D – Lapdance
- New Order – Crystal
- Nickelback – How You Remind Me
- Outkast – Ms. Jackson
- Peaches – Rosa Helikopter
- Peaches – Set It Off
- Petter – Tar det tillbaka
- Pink – Get the Party Started
- The Plan – Let's Leave
- The Plan – Mon Amour
- The Plan – Slow Fall
- R.E.M. – Imitation of Life
- Radiohead – Pyramid Song
- Rammstein – Mein Herz brennt
- The Rasmus – F-F-F-Falling
- The Rasmus – Chill
- The Rasmus – Madness
- Roxette – Milk and Toast and Honey
- Röyksopp – Eple
- S Club 7 – Don't Stop Movin'
- Shakira – Whenever, Wherever
- Silverbullit – Magnetic City
- Silverbullit – Star
- The Soundtrack of Our Lives – Sister Surround
- Britney Spears – I'm a Slave 4 U
- The Strokes – Hard To Explain
- The Strokes – Last Nite
- The Strokes – Someday
- System of a Down – Chop Suey!
- Tenacious D – Fuck Her Gently
- Tenacious D – Tribute
- Texas – Inner Smile
- Titiyo – Come Along
- Travis – Sing
- Weezer – Hash Pipe
- Weezer – Island In The Sun
- Wheatus – Teenage Dirtbag
- The White Stripes – Fell in Love With A Girl
- The White Stripes – Hotel Yorba
- The White Stripes – We're Going To Be Friends

## Årets videoalbum
Vänligen sortera soloartister på efternamn, musikgrupper på förstabokstaven (utan engelskans "The" och "A")
- Roxette – All Videos Ever Made & More! [104]

## Årets sångböcker och psalmböcker
- Astrid Lindgren – Hujedamej och andra visor [105]

## Sverigetopplistan2001
| Datum                 | Låttitel                                           | Artist/grupp                            | Bakgrund   |
| --------------------- | -------------------------------------------------- | --------------------------------------- | ---------- |
| 4 januari 2001 (3v)   | Can't Fight The Moonlight                          | LeAnn Rimes                             | USA        |
| 25 januari 2001 (2v)  | Ms. Jackson                                        | Outkast                                 | USA        |
| 8 februari 2001 (7v)  | Romeo                                              | Shebang                                 | Sverige    |
| 29 mars 2001 (4v)     | The Centre of the Heart (Is a Suburb to the Brain) | Roxette                                 | Sverige    |
| 26 april 2001 (5v)    | Need To Know (Eenie Meenie Miny Moe)               | Excellence                              | Sverige    |
| 31 maj 2001 (1v)      | Daddy DJ                                           | Daddy DJ                                | Frankrike  |
| 7 juni 2001 (4v)      | Angel                                              | Shaggy feat. Rayvon                     | Jamaica    |
| 5 juli 2001 (1v)      | Daddy DJ                                           | Daddy DJ                                | Frankrike  |
| 12 juli 2001 (3v)     | Lady Marmalade                                     | Christina Aguilera, Mýa, Lil' Kim, Pink | USA        |
| 2 augusti 2001 (5v)   | There You'll Be                                    | Faith Hill                              | USA        |
| 7 september 2001 (5v) | Follow Me                                          | Uncle Kracker                           | USA        |
| 12 oktober 2001 (3v)  | Can't Get You Out of My Head                       | Kylie Minogue                           | Australien |
| 2 november 2001 (3v)  | Rocka på                                           | Markoolio vs. The Boppers               | Sverige    |
| 23 november 2001 (1v) | Life                                               | E-type                                  | Sverige    |
| 30 november 2001 (1v) | Rocka på                                           | Markoolio vs. The Boppers               | Sverige    |
| 7 december 2001 (1v)  | Life                                               | E-type                                  | Sverige    |
| 14 december 2001 (3v) | Rocka på                                           | Markoolio vs. The Boppers               | Sverige    |

## Jazz
- Karl-Martin Almqvist – Karl-Martin Almqvist
- Michael Brecker – Nearness of You – The Ballad Book
- Elise Einarsdotter – Summer Night[106]
- Herbie Hancock – Future 2 Future
- Anders Jormin – Xieyi
- Björn J:son Lindh och Torbjörn Carlsson - Inner Beauty
- Magnus Lindgren & Radiojazzgruppen – Paradise Open[107]
- Brad Mehldau – The Art of the Trio V: Progression
- Andreas Pettersson – Getting Close to You

## Födda
- 8 juli – Yang Peiyi, kinesisk sångare.
- 30 augusti – Emily Bear, amerikansk pianist och kompositör.
- 18 december – Billie Eilish, amerikansk artist.

## Avlidna

### Januari
- 4 januari – Les Brown, 89, amerikansk bandledare.[108]
- 7 januari – James Carr, 58, amerikansk sångare.[109]
- 10 januari – Bryan Gregory, 49, amerikansk gitarrist i The Cramps.[110]
- 24 januari – Leif Thybo, 78, dansk kompositör och organist.

### Februari
- 4 februari – Iannis Xenakis, 78, grekisk-fransk tonsättare.
- 10 februari – Buddy Tate, 87, amerikansk jazzsaxofonist.[111]
- 13 februari – George T. Simon, 89, amerikansk musikkritiker och trumslagare åt Glenn Miller.[112]

### Mars
- 4 mars – Glenn Hughes, 50, amerikansk sångare i Village People.[113]
- 18 mars – John Phillips, 65, amerikansk sångare och låtskrivare i The Mamas and the Papas.[114]

### April
- 5 april – Sonya Hedenbratt, 70, svensk jazzsångare, skådespelare och revyartist.[115]
- 9 april – Gunnar Hahn, 93, svensk kompositör och pianist.[116]
- 9 april – Graziella Sciutti, 73, italiensk operasångerska.
- 15 april – Joey Ramone, 49, amerikansk sångare i The Ramones.[117]
- 20 april – Giuseppe Sinopoli, 54, italiensk kompositör och dirigent.[118]

### Maj
- 1 maj – Elsa Prawitz, 69, svensk skådespelare, manusförfattare och textförfattare.[119]
- 12 maj – Perry Como, 88, amerikansk artist.[120]
- 20 maj – Renato Carosone, 81, italiensk pianist, sångare och låtskrivare.

### Juni
- 13 juni – Siegfried Naumann, 81, svensk tonsättare, professor och dirigent.[121]
- 21 juni – John Lee Hooker, 83, amerikansk sångare, gitarrist och låtskrivare.[122]
- 30 juni – Chet Atkins, 77, amerikansk gitarrist.[123]

### Juli
- 3 juli – Delia Derbyshire, 64, brittisk elektronisk kompositör.
- 7 juli – Fred Neil, 65, amerikansk sångare och låtskrivare.[124]
- 18 juli – Mimi Fariña, 56, amerikansk sångare, låtskrivare och aktivist.[125]

### Augusti
- 3 augusti – Lars Johan Werle, 75, svensk kompositör.
- 19 augusti – Betty Everett, 61, amerikansk sångerska.
- 25 augusti – Aaliyah, 22, amerikansk sångerska.[126]

### September
- 6 september – Carl Crack, 30, tysk technomusiker i Atari Teenage Riot.[127]
- 22 september – Isaac Stern, 81, amerikansk violinist.[128]

### Oktober
- 17 oktober – Jay Livingston, 86, amerikansk låtskrivare och kompositör.
- 22 oktober – Bengt Järrel, 79, svensk regissör, skådespelare och sångare.
- 23 oktober – Julie Bernby, 83, svensk skådespelare, sångare, författare och sångtextförfattare.

### November
- 17 november – Michael Karoli, 53, tysk gitarrist, violinist och kompositör i Can.[129]
- 24 november – Melanie Thornton, 34, amerikansk sångerska i La Bouche.[130]
- 27 november – Nils-Aslak Valkeapää, 58, finländsk-samisk författare, musiker och konstnär.[131]
- 29 november – George Harrison, 58, brittisk gitarrist och sångare i The Beatles.[132]

### December
- 16 december – Stuart Adamson, 43, skotsk gitarrist i Big Country.[133]
- 18 december – Gilbert Bécaud, 74, fransk sångare och kompositör.[134]
- 29 december – Freddie Hansson, 38, svensk keyboardist i Noice.[135]

### Fotnoter
1. 1 2  Leif Wivatt (25 februari 2001). ”Pop & rock 2001: Många återutgivningar men få stjärnskott”. Nationalencyklopedin. http://www.ne.se/rep/pop-rock-2001-m%C3%A5nga-%C3%A5terutgivningar-men-f%C3%A5-stj%C3%A4rnskott?popArticles=true. Läst 13 maj 2014.
2. 1 2  ”Apples besked: Succéprodukten skrotas”. Svenska Dagbladet. 28 juli 2017. https://www.svd.se/a/7rAj4/apples-besked-succeprodukten-skrotas. Läst 5 februari 2024.
3. ↑  ”18 år med iTunes - Så blev det Steve Jobs motvilliga dundersuccé”. Macworld. 19 juni 2019. https://www.macworld.se/article/1584700/18-ar-med-itunes.html. Läst 6 februari 2024.
4. ↑  ”Artistuppbåd i jättegala mot nazister”. Aftonbladet. 22 januari 2001. https://www.aftonbladet.se/nojesbladet/tv/a/0E4llM/artistuppbad-i-jattegalan-mot-nazister. Läst 5 februari 2024.
5. ↑  ”Svensk mediedatabas”. http://smdb.kb.se/catalog/search?q=Popstad+typ%3Aradio&sort=OLDEST. Läst 3 juli 2011.
6. ↑  ”Poplight – Melodifestivalen”. Arkiverad från originalet den 23 september 2011. https://web.archive.org/web/20110923033559/http://poplight.zitiz.se/melodifestivalen/2001. Läst 1 januari 2011.
7. ↑  Information i Svensk mediedatabas.
8. ↑  ”Poplight – Eurovision Song Contest”. Arkiverad från originalet den 24 maj 2012. https://archive.is/20120524204913/http://poplight.zitiz.se/eurovision-song-contest/2001. Läst 24 maj 2012.
9. ↑   När Var Hur 2002. DN
10. ↑  ”Whitney Houston tecknar miljardkontrakt”. Aftonbladet. 3 augusti 2001. https://www.aftonbladet.se/nojesbladet/a/G1Q7y4/whitney-houston-tecknar-miljardkontrakt. Läst 9 februari 2023.
11. ↑  ”Personnytt: Stims Atterbergspris och skriftstallarstipendium”. Dagens Nyheter. 12 december 2001. https://www.dn.se/arkiv/familj/personnytt-stims-atterbergspris-och-skriftstallarstipendium/. Läst 6 februari 2024.
12. ↑  ”Stipendier på visfestival”. Sveriges Radio. 15 juli 2001. https://sverigesradio.se/artikel/8876. Läst 6 februari 2024.
13. ↑  ”Jan Johansson-stipendium till Jutterström”. Kristianstadsbladet. 14 juni 2001. https://www.kristianstadsbladet.se/noje/jan-johansson-stipendium-till-jutterstrom/. Läst 6 februari 2024.
14. ↑  ”Kulturnotiser”. Dagen. 26 april 2001. https://www.dagen.se/kultur/2001/04/26/kulturnotiser/. Läst 6 februari 2024.
15. ↑  ”Personnytt: Litteris et Artibus”. Dagens Nyheter. 1 juli 2001. https://www.dn.se/arkiv/familj/personnytt-litteris-et-artibus/. Läst 6 februari 2024.
16. ↑  ”Schlager och elektronmusik gav polarpris”. Aftonbladet. 22 januari 2001. https://www.aftonbladet.se/nojesbladet/a/QlxBVx/schlager-och-elektronmusik-gav-polarpris. Läst 6 februari 2024.
17. ↑  ”Mats Gustafsson fick spelmannen pris”. Svenska Dagbladet. 13 januari 2002. https://www.svd.se/a/9cce6f59-18cc-3edb-93ac-a8b2068a3673/mats-gustafsson-fick-spelmannen-pris. Läst 6 februari 2024.
18. ↑  ”Årets Ted Gärdestad-stipendiat”. Norrköpings Tidningar. 20 februari 2001. https://nt.se/bli-prenumerant/artikel/jvx937yl/nt-bd-0kr-dp_week. Läst 6 februari 2024.
19. 1 2  ”Carola och Lill-Babs prisades igår”. Aftonbladet. 8 maj 2001. https://www.aftonbladet.se/nojesbladet/a/VR18L1/carola-och-lill-babs-prisades-i-gar. Läst 6 februari 2024.
20. ↑  ”A Camp”. Nöjesguiden. 10 augusti 2001. https://ng.se/recensioner/musik/a-camp. Läst 1 februari 2024.
21. ↑  ”Aaliyah”. Nöjesguiden. 10 augusti 2001. https://ng.se/recensioner/musik/aaliyah. Läst 1 februari 2024.
22. ↑  ”Ryan Adams”. Nöjesguiden. 5 oktober 2001. https://ng.se/recensioner/musik/ryan-adams-0. Läst 1 februari 2024.
23. ↑  ”Aerosmith - Just Push Play”. Svenska Dagbladet. 9 mars 2001. https://www.svd.se/a/2ed4eb3b-142f-3f7b-a2ab-b2318429df7e/aerosmith-just-push-play. Läst 1 februari 2024.
24. ↑  ”Tori Amos - Strange litte girls”. Svenska Dagbladet. 14 september 2001. https://www.svd.se/a/cd13a6ac-b4cb-366d-8ef4-290fe823fe32/tori-amos-strange-little-girls. Läst 1 februari 2024.
25. ↑  ”Antique - Die For You”. Svenska Dagbladet. 15 juni 2001. https://www.svd.se/a/bb5731a5-9eb9-3c1f-9f70-bcf24995484f/antique-die-for-you. Läst 1 februari 2024.
26. ↑  ”Bad Cash Quartet”. Nöjesguiden. 3 september 2001. https://ng.se/recensioner/musik/bad-cash-quartet-0. Läst 1 februari 2024.
27. ↑  ”The Beta Band”. Nöjesguiden. 11 augusti 2001. https://ng.se/recensioner/musik/beta-band. Läst 2 februari 2024.
28. ↑  ”Bee Gees”. Nöjesguiden. 30 mars 2001. https://ng.se/recensioner/musik/bee-gees. Läst 2 februari 2024.
29. ↑  ”Bonnie 'Prince' Billy - Ease down the road”. Svenska Dagbladet. 9 mars 2001. https://www.svd.se/a/dbce99c1-7b80-3ef7-8ec0-8f90c9961b0f/bonnie-prince-billy-ease-down-the-road. Läst 2 februari 2024.
30. ↑  ”Skivrecension: Björks Vespertine var nog ämnad att bli opera”. Dagens Nyheter. 11 april 2019. https://www.dn.se/kultur-noje/skivrecensioner/skivrecension-bjorks-vespertine-var-nog-amnad-att-bli-opera/. Läst 2 februari 2024.
31. ↑  ”Black Crowes”. Nöjesguiden. 7 maj 2001. https://ng.se/recensioner/musik/black-crowes. Läst 2 februari 2024.
32. ↑  ”Blink-182 - Take off your pants and jacket”. Svenska Dagbladet. 15 januari 2001. https://www.svd.se/a/07c04331-9763-30c8-80d0-2b342930cbdc/blink-182-take-off-your-pants-and-jacket. Läst 3 februari 2024.
33. ↑  ”Bob Hund”. Nöjesguiden. 30 mars 2001. https://ng.se/recensioner/musik/bob-hund. Läst 3 februari 2024.
34. ↑  ”Bo Kaspers hyllar kaoset”. Aftonbladet. 9 augusti 2001. https://www.aftonbladet.se/nojesbladet/a/KvpJeM/bo-kaspers-hyllar-kaoset. Läst 3 februari 2024.
35. ↑  ”Feel Good Lost”. Pitchfork. 17 februari 2004. https://pitchfork.com/reviews/albums/953-feel-good-lost/. Läst 3 februari 2024.
36. ↑  ”Vem är Chocolate Barry?”. Musikmagasinet Benno #3 / Blaskoteket. 20 september 2018. https://www.blaskoteket.se/artiklar/benno/3/vem-ar-chocolate-barry/. Läst 3 februari 2024.
37. ↑  ”Leonard Cohen - Ten New Songs”. Svenska Dagbladet. 5 oktober 2001. https://www.svd.se/a/5312ca2d-c833-3b6a-84b0-519861d65411/leonard-cohen-ten-new-songs. Läst 3 februari 2024.
38. ↑  ”Clawfinger”. Nöjesguiden. 10 september 2001. https://ng.se/recensioner/musik/clawfinger-0. Läst 3 februari 2024.
39. ↑  ”Daft Punk”. Nöjesguiden. 2 mars 2001. https://ng.se/recensioner/musik/daft-punk. Läst 3 februari 2024.
40. ↑  ”Dave Matthews Band - Everyday”. Svenska Dagbladet. 16 mars 2001. https://www.svd.se/a/e896b218-82b6-3808-92f4-764f5113f760/dave-matthews-band-everyday. Läst 3 februari 2024.
41. ↑  ”Depeche Mode - Exciter”. Svenska Dagbladet. 11 maj 2001. https://www.svd.se/a/f99cadf1-6fe4-3508-95d0-5ee5c2fbad77/depeche-mode-exciter. Läst 3 februari 2024.
42. ↑  ”Destiny's Child - Survivor”. Svenska Dagbladet. 27 april 2001. https://www.svd.se/a/e03541c4-c034-323e-908f-7a51e3737625/destinys-child-survivor. Läst 3 februari 2024.
43. ↑  ”Bob Dylan”. Nöjesguiden. 3 september 2001. https://ng.se/recensioner/musik/bob-dylan. Läst 3 februari 2024.
44. ↑  ”Eels - Souljacker”. Svenska Dagbladet. 28 september 2001. https://www.svd.se/a/bd58a7b8-9675-3cc6-9563-1fee65bb7e48/eels-souljacker. Läst 3 februari 2024.
45. ↑  ”E-Type - Euro IV Ever”. Svenska Dagbladet. 23 november 2001. https://www.svd.se/a/a2a6f496-2b42-37a7-8565-fdd826a1bbec/e-type-euro-iv-ever. Läst 3 februari 2024.
46. ↑  ”Lisa Ekdahl - Lisa Ekdahl sings Salvadore Poe”. Svenska Dagbladet. 3 november 2001. https://www.svd.se/a/12ac7969-9517-3e44-b695-cbba85cbf384/lisa-ekdahl-lisa-ekdahl-sings-salvadore-poe. Läst 3 februari 2024.
47. ↑  ”Fattaru”. Nöjesguiden. 3 november 2001. https://ng.se/recensioner/musik/fattaru. Läst 3 februari 2024.
48. ↑  ”First Floor Power”. Nöjesguiden. 29 januari 2001. https://ng.se/recensioner/musik/first-floor-power. Läst 3 februari 2024.
49. ↑  ”Gamma Ray - No World Order”. Svenska Dagbladet. 14 september 2001. https://www.svd.se/a/789eadfa-03c1-38cb-a7c9-73ce69b36734/gamma-ray-no-world-order. Läst 3 februari 2024.
50. ↑  ”Gorillaz”. Nöjesguiden. 30 mars 2001. https://ng.se/recensioner/musik/gorillaz. Läst 3 februari 2024.
51. ↑  Dimery, Robert (2007). 1001 Album du måste höra innan du dör. sid. 891
52. ↑  ”Hell On Wheels - There Is A Generation of Handicapped People to Carry On”. Nöjesguiden. 29 januari 2001. https://ng.se/recensioner/musik/hell-wheels. Läst 5 februari 2024.
53. ↑  ”The (International) Noise Conspiracy - A New Morning, Changing Weather”. Svenska Dagbladet. 12 oktober 2001. https://www.svd.se/a/3328fa33-4794-3278-bd4f-71c7fac5d84b/the-international-noise-conspiracy-a-new-morning-changing-weather. Läst 3 februari 2024.
54. ↑  ”Natalie Imbruglia - White lilies island”. Svenska Dagbladet. 2 november 2001. https://www.svd.se/a/ca6e416a-f681-35b4-99ba-77d7fb720ccf/natalie-imbruglia-white-lilies-island. Läst 3 februari 2024.
55. ↑  ”En bra debut av Isolation Years”. Norrköpings Tidningar. 17 oktober 2001. https://nt.se/bli-prenumerant/artikel/r0ndpw0j/nt-bd-0kr-dp_week. Läst 3 februari 2024.
56. ↑  ”Janet Jackson”. Nöjesguiden. 8 maj 2001. https://ng.se/recensioner/musik/janet-jackson. Läst 3 februari 2024.
57. ↑  ”Mick Jagger - Godess in the doorway”. Svenska Dagbladet. 16 november 2001. https://www.svd.se/a/727c2455-ae67-3b58-9f0b-dc38ca96b43a/mick-jagger-goddess-in-the-doorway. Läst 3 februari 2024.
58. ↑  ”Claes Janson - Ångbåtsblues”. Svenska Dagbladet. 8 juni 2001. https://www.svd.se/a/c0f6c4fd-e474-39fe-8229-c6c9c09db18f/claes-janson-angbatsblues. Läst 3 februari 2024.
59. ↑  ”Jay-Z - The Blueprint”. Svenska Dagbladet. 14 september 2001. https://www.svd.se/a/fb90aac4-2a14-3cbf-8ca5-688535efcc65/jay-z-the-blueprint. Läst 3 februari 2024.
60. ↑  ”The Knife”. Nöjesguiden. 29 januari 2001. https://ng.se/recensioner/musik/knife. Läst 5 februari 2024.
61. ↑  ”Waltz for Koop”. Svenska Dagbladet. 25 januari 2002. https://www.svd.se/a/4cada53c-fab3-3572-a165-8c31c62330a4/-. Läst 3 februari 2024.
62. ↑  ”Lenny Kravitz - Lenny”. Svenska Dagbladet. 26 oktober 2001. https://www.svd.se/a/2873a2ba-9e3f-3035-a550-e6a41da34412/lenny-kravitz-lenny. Läst 3 februari 2024.
63. ↑  ”Lilleman”. Nöjesguiden. 8 oktober 2001. https://ng.se/recensioner/musik/lilleman. Läst 3 februari 2024.
64. ↑  ”Jennifer Lopez - J.Lo”. Svenska Dagbladet. 19 januari 2001. https://www.svd.se/a/0ca32b7b-344d-3c41-a5d1-5b6ed7430b49/jennifer-lopez-j-lo. Läst 3 februari 2024.
65. ↑  ”Manic Street Preachers”. Nöjesguiden. 2 april 2001. https://ng.se/recensioner/musik/manic-street-preachers. Läst 3 februari 2024.
66. ↑  ”Gunnel Mauritzon - Åter”. Svenska Dagbladet. 8 mars 2001. https://www.svd.se/a/f764896c-2b60-3e63-812c-cc30ac3502c1/gunnel-mauritzon-ater. Läst 3 februari 2024.
67. ↑  ”Megadeath - The world needs a hero”. Svenska Dagbladet. 18 maj 2001. https://www.svd.se/a/ba09294d-12e7-364a-b232-8260b2ef4b0e/megadeth-the-world-needs-a-hero. Läst 3 februari 2024.
68. ↑  ”Kylie Minogue - Fever”. Svenska Dagbladet. 28 september 2001. https://www.svd.se/a/56235db6-c127-3a35-b162-184baa3faed1/kylie-minogue-fever. Läst 3 februari 2024.
69. ↑  ”New Order”. Nöjesguiden. 3 september 2001. https://ng.se/recensioner/musik/new-order. Läst 3 februari 2024.
70. ↑  ”No More Shall We Part”. Svenska Dagbladet. 30 mars 2001. https://www.svd.se/a/8970556c-9bab-38ac-9159-052d25a64692/nick-cave-and-the-bad-seeds-no-more-shall-we-part. Läst 3 februari 2024.
71. ↑  ”Lisa Nilsson - Små rum”. Svenska Dagbladet. 16 november 2001. https://www.svd.se/a/ab183f5d-fb14-3600-a75a-0940d7fd3f42/lisa-nilsson-sma-rum. Läst 3 februari 2024.
72. ↑  ”Stina Nordenstam”. Nöjesguiden. 3 november 2001. https://ng.se/recensioner/musik/stina-nordenstam. Läst 4 februari 2024.
73. ↑  ”Ossler - Desorienterad”. Svenska Dagbladet. 6 april 2001. https://www.svd.se/a/55ff4e76-2ddd-35ba-9854-369b1734d35b/ossler-desorienterad. Läst 3 februari 2024.
74. ↑  ”Ozzy Osbourne - Down to earth”. Svenska Dagbladet. 12 oktober 2001. https://www.svd.se/a/be98ae7a-dd04-3a10-93e2-9c568ea5a5b3/ozzy-osbourne-down-to-earth. Läst 3 februari 2024.
75. ↑  ”Dolly Parton - Little Sparrow”. Svenska Dagbladet. 19 januari 2001. https://www.svd.se/a/64deb67d-5afa-345f-b442-6b1a1c31f67c/dolly-parton-little-sparrow. Läst 3 februari 2024.
76. ↑  ”The Plan - The Plan”. Svenska Dagbladet. 14 september 2001. https://www.svd.se/a/95ac03ee-966f-310a-b7ba-8a1f04e640fd/the-plan-the-plan. Läst 5 februari 2024.
77. ↑  ”Promoe - Government Music”. Svenska Dagbladet. 8 juni 2001. https://www.svd.se/a/3e5724b7-9ef7-30e3-9b31-abb34dcd17ef/promoe-government-music. Läst 3 februari 2024.
78. ↑  ”R.E.M. - Reveal”. Svenska Dagbladet. 4 maj 2001. https://www.svd.se/a/44ebb3a9-82a8-324b-82fd-8c67e216e6bc/rem-reveal. Läst 5 februari 2024.
79. ↑  ”Radiohead”. Nöjesguiden. 30 maj 2001. https://ng.se/recensioner/musik/radiohead-0. Läst 5 februari 2024.
80. ↑  ”Rammstein - Mutter”. Svenska Dagbladet. 30 mars 2001. https://www.svd.se/a/618c2c3f-cd73-3d49-8f5b-c57299d9131c/rammstein-mutter. Läst 5 februari 2024.
81. ↑  ”The Rasmus”. Nöjesguiden. 3 november 2001. https://ng.se/recensioner/musik/rasmus-0. Läst 5 februari 2024.
82. ↑  ”Röyksopp - Melody A.M.”. Svenska Dagbladet. 7 september 2001. https://www.svd.se/a/c6f85297-2d78-319a-8ab8-a92bf9a0ec58/royksopp-melody-am. Läst 5 februari 2024.
83. ↑  ”Sahara Hotnights - Jennie Bomb”. Svenska Dagbladet. 1 juni 2001. https://www.svd.se/a/04ad6e5f-d3a2-3654-8c9b-8e2f5b6b95b6/sahara-hotnights-jennie-bomb. Läst 5 februari 2024.
84. ↑  ”Laundry Service”. Svenska Dagbladet. 1 februari 2002. https://www.svd.se/a/52dee84f-3925-3939-be8a-3f2fe51646a6/-. Läst 5 februari 2024.
85. ↑  Dimery, Robert (2007). 1001 Album du måste höra innan du dör. sid. 883
86. ↑  ”Silverbullit - Citizen Bird”. Svenska Dagbladet. 9 mars 2001. https://www.svd.se/a/f5591d3a-4b50-379a-b477-4127dec2d231/silverbullit-citizen-bird. Läst 5 februari 2024.
87. ↑  ”Slayer - God hates us all”. Svenska Dagbladet. 7 september 2001. https://www.svd.se/a/17757c1f-e237-36d0-8b34-cad3f4a44b21/slayer-god-hates-us-all. Läst 5 februari 2024.
88. ↑  ”Slipknot - Iowa”. Svenska Dagbladet. 7 september 2001. https://www.svd.se/a/247a00ff-e0af-3c4c-a84c-4bd2cef51ca6/slipknot-iowa. Läst 5 februari 2024.
89. ↑  ”Soundtrack of Our Lives”. Nöjesguiden. 29 januari 2001. https://ng.se/recensioner/musik/soundtrack-our-lives. Läst 5 februari 2024.
90. ↑  ”Spiritualized - Let It Come Down”. Svenska Dagbladet. 28 september 2001. https://www.svd.se/a/3a3cc1db-9ec5-3db5-932f-ab30c7e46ce2/spritualized-let-it-come-down. Läst 5 februari 2024.
91. ↑  ”Stakka Bo”. Nöjesguiden. 8 oktober 2001. https://ng.se/recensioner/musik/stakka-bo. Läst 5 februari 2024.
92. ↑  ”The Strokes”. Svenska Dagbladet. 28 april 2001. https://www.svd.se/a/06e3daf2-1b29-354a-a4f1-1d74f4073945/the-strokes. Läst 5 februari 2024.
93. ↑  ”Super Furry Animals - Rings Around The World”. Svenska Dagbladet. 14 september 2001. https://www.svd.se/a/3d97da26-c946-33dc-9cd4-043ab99f07fc/super-furry-animals-rings-around-the-world. Läst 5 februari 2024.
94. ↑  ”Titiyo - Come Along”. Svenska Dagbladet. 6 april 2001. https://www.svd.se/a/2006d3d0-dd90-3d25-92fd-8620aa5bc6ca/titiyo-come-along. Läst 5 februari 2024.
95. ↑  ”Travis - The Invisible Band”. Svenska Dagbladet. 8 augusti 2001. https://www.svd.se/a/420c47b0-128e-3e07-8c12-dab16abd49d8/travis-the-invisible-band. Läst 5 februari 2024.
96. ↑  ”Rebecka Törnqvist - Vad jag vill”. Svenska Dagbladet. 19 oktober 2001. https://www.svd.se/a/4a9237f9-da17-3b1e-a662-4861af87b53b/rebecka-tornqvist-vad-jag-vill. Läst 5 februari 2024.
97. ↑  Oricon Style – Weekly album chart : 2:a veckan i april 2001
98. ↑  ”Weezer”. Nöjesguiden. 30 maj 2001. https://ng.se/recensioner/musik/weezer. Läst 5 februari 2024.
99. ↑  ”Gillian Welch - Time (The Revelator)”. Svenska Dagbladet. 5 oktober 2001. https://www.svd.se/a/28a38ac2-b07a-3064-865a-3c90bc3c0d48/gillian-welch-time-the-revelator. Läst 5 februari 2024.
100. ↑  ”The White Stripes”. Nöjesguiden. 10 september 2001. https://ng.se/recensioner/musik/white-stripes. Läst 5 februari 2024.
101. ↑  ”Lars Winnerbäck - Singel”. Svenska Dagbladet. 2 mars 2001. https://www.svd.se/a/26548fb6-96c4-3eff-ab78-25996e770b8f/lars-winnerback-singel. Läst 5 februari 2024.
102. ↑  ”Melinda Wrede - Femme Fatale”. Svenska Dagbladet. 23 mars 2001. https://www.svd.se/a/2e670e0a-3757-3cd4-90c8-0dd3b65fa9a8/melinda-wrede-femme-fatale. Läst 5 februari 2024.
103. ↑  ”Rob Zombie - The Sinister Urge”. Svenska Dagbladet. 23 november 2001. https://www.svd.se/a/dde6ee7d-fa5c-3473-bcd4-4e3c5706ed28/rob-zombie-the-sinister-urge. Läst 5 februari 2024.
104. ↑  Roxettes diskografi Arkiverad 24 augusti 2011 hämtat från the Wayback Machine.
105. ↑  ”Astrid Lindgren”. http://www.astridlindgren.se/verken/bocker/visbocker. Läst 21 mars 2011.
106. ↑  ”Elise Einarsdotter - Summer Night”. Svenska Dagbladet. 6 april 2001. https://www.svd.se/a/90fa9718-d142-3a69-ad0c-472d4882865d/elise-einarsdotter-summer-night. Läst 3 februari 2024.
107. ↑  ”Paradise Open”. Svenska Dagbladet. 2 november 2001. https://www.svd.se/a/28320517-ba43-3e58-97b6-71b24c383f96/magnus-lindgren-the-swedish-radio-jazz-group-paradise-open. Läst 3 februari 2024.
108. ↑  ”UTLANDET”. Dagens Nyheter. 15 januari 2001. https://www.dn.se/arkiv/familj/utlandet-dodsfall-227/. Läst 1 februari 2024.
109. ↑  ”Carr är död men musiken lever vidare”. Aftonbladet. 10 januari 2001. https://www.aftonbladet.se/nojesbladet/a/7l5g49/carr-ar-dod-men-musiken-lever. Läst 1 februari 2024.
110. ↑  ”Ex-Cramps Guitarist Dies At 49”. ABC News. 17 januari 2001. https://abcnews.go.com/Entertainment/story?id=110882&page=1. Läst 1 februari 2024.
111. ↑  ”Buddy Tate”. The Guardian. 12 februari 2001. https://www.theguardian.com/news/2001/feb/12/guardianobituaries.johnfordham. Läst 1 februari 2024.
112. ↑  ”George Simon, 88, a Jazz Critic Who Reviewed The Big Bands”. The New York Times. 16 februari 2001. https://www.nytimes.com/2001/02/16/arts/george-simon-88-a-jazz-critic-who-reviewed-the-big-bands.html. Läst 1 februari 2024.
113. ↑  ”Första läderbögen i Village People avliden”. QX. 14 mars 2001. https://www.qx.se/nyheter/991/forsta-laderbogen-i-village-people-avliden/. Läst 3 februari 2024.
114. ↑  ”Mamas and Papas grundare död”. Dagens Nyheter. 20 mars 2001. https://www.dn.se/arkiv/kultur/mamas-and-papas-grundare-dod/. Läst 3 februari 2024.
115. ↑  ”Sonya Hedenbratt död”. Aftonbladet. 6 april 2001. https://www.aftonbladet.se/nyheter/a/On37o3/sonya-hedenbratt-dod. Läst 3 februari 2024.
116. ↑  ”DÖDSFALL: Gunnar Hahn”. Dagens Nyheter. 14 april 2001. https://www.dn.se/arkiv/familj/dodsfall-gunnar-hahn/. Läst 3 februari 2024.
117. ↑  ”Joey Ramone”. The Guardian. 17 april 2001. https://www.theguardian.com/news/2001/apr/17/guardianobituaries.adamsweeting. Läst 3 februari 2024.
118. ↑  ”Giuseppe Sinopoli avliden”. Dagens Nyheter. 22 april 2001. https://www.dn.se/arkiv/kultur/giuseppe-sinopoli-avliden/. Läst 3 februari 2024.
119. ↑  ”DÖDSFALL: Elsa Prawitz”. Dagens Nyheter. 15 maj 2001. https://www.dn.se/arkiv/familj/dodsfall-elsa-prawitz/. Läst 5 februari 2024.
120. ↑  ”Perry Como är död”. Dagens Nyheter. 14 maj 2001. https://www.dn.se/arkiv/kultur/perry-como-ar-dod/. Läst 5 februari 2024.
121. ↑  ”DÖDSFALL: Siegfried Naumann”. Dagens Nyheter. 29 juni 2001. https://www.dn.se/arkiv/familj/dodsfall-siegfried-naumann/. Läst 5 februari 2024.
122. ↑  ”En tung gitarr har tystnat”. Aftonbladet. 25 juni 2001. https://www.aftonbladet.se/nojesbladet/musik/a/Rxy7Q8/en-tung-gitarr-har-tystnat. Läst 5 februari 2024.
123. ↑  ”Chet Atkins död”. Sveriges Radio. 1 juli 2001. https://sverigesradio.se/artikel/7554. Läst 5 februari 2024.
124. ↑  ”Låtskrivaren Fred Neil avliden”. Dagens Nyheter. 13 juli 2001. https://www.dn.se/arkiv/kultur/latskrivaren-fred-neil-avliden/. Läst 6 februari 2024.
125. ↑  ”Folkrockens stilbildare”. Svenska Dagbladet. 25 juli 2002. https://www.svd.se/a/c043fba7-203b-3c62-a933-3de474033c01/folkrockens-stilbildare. Läst 6 februari 2024.
126. ↑  ”Soulstjärna död i flygkrasch”. Aftonbladet. 27 augusti 2001. https://www.aftonbladet.se/nojesbladet/a/jPa3AA/soulstjarna-dod-i-flygkrasch. Läst 6 februari 2024.
127. ↑  ”Carl Crack hittades död i sin lägenhet”. Aftonbladet. 24 september 2001. https://www.aftonbladet.se/nojesbladet/a/WLj6rd/carl-crack-hittades-dod-i-sin-lagenhet. Läst 9 februari 2024.
128. ↑  ”Polarpristagaren Isaac Stern död”. Aftonbladet. 23 september 2001. https://www.aftonbladet.se/nyheter/a/P3o5WR/polarpristagaren-isaac-stern-dod. Läst 9 februari 2024.
129. ↑  ”Can-gitarristen Michael Karoli död”. Dagens Nyheter. 23 november 2001. https://www.dn.se/arkiv/kultur/can-gitarristen-michael-karoli-dod/. Läst 10 februari 2024.
130. ↑  ”Svensk död i flygolycka”. Dagens Nyheter. 26 november 2001. https://www.dn.se/arkiv/inrikes/svensk-dod-i-flygolycka/. Läst 10 februari 2024.
131. ↑  ”Samisk pionjär död”. Sveriges Radio. 27 november 2001. https://sverigesradio.se/artikel/26202. Läst 10 februari 2024.
132. ↑  ”George Harrison död”. Aftonbladet. 30 november 2001. https://www.aftonbladet.se/nyheter/a/P3onk7/george-harrison-dod. Läst 10 februari 2024.
133. ↑  ”Rockstjärna hittad död”. Aftonbladet. 18 december 2001. https://www.aftonbladet.se/nojesbladet/a/3j4PyM/rockstjarna-hittad-dod. Läst 10 februari 2024.
134. ↑  ”Bécaud död”. Sveriges Radio. 18 december 2001. https://sverigesradio.se/artikel/30165. Läst 10 februari 2024.
135. ↑  ”Noice-stjärnan avled efter en kort tids sjukdom”. Aftonbladet. 18 januari 2001. https://www.aftonbladet.se/nojesbladet/musik/a/ka6ByA/noice-stjarnan-avled-efter-kort-tids-sjukdom. Läst 10 februari 2024.